# Zweite Liebe – ehrenamtlich
Zweite Liebe – ehrenamtlich ist ein DDR-Fernsehfilm von 1977 über einen ehrenamtlichen Turntrainer und seine jungen Athleten.

## Handlung
Im Zentrum des Films steht Peter Papenbold, Automechaniker und ehrenamtlicher Turn-Übungsleiter für Kinder und Jugendliche. Auch seine Frau und seine beiden Söhne sind sportlich aktiv. Seine Kollegen in der Werkstatt haben nicht immer Verständnis für ihn, wenn sie wegen Trainings oder Wettkämpfen für ihn einspringen müssen. Als der DTSB ihm jedoch eine Stelle als hauptamtlicher Trainer im Leistungssport-Bereich anbietet, zweifelt er, ob er seinen Verein dafür verlassen kann oder ob er eine zu große Lücke hinterlässt.
Papenbold ist freundlich, geht auf jeden seiner Athleten ein und ist bei allen sehr beliebt. Er besteht darauf, dass für alle die gleichen Regeln gelten: Als der sehr gute Turner Horst Bellmann, genannt Hotte, sich weigert beim Aufräumen zu helfen und Papenbolds Autorität herausfordert, schließt er ihn von der Teilnahme an der nächsten Spartakiade aus – obwohl der Turn-Sektionsleiter des Kreises, also quasi Papenbolds Vorgesetzter, wegen Hottes guter Leistungen auf seiner Teilnahme bestehen will.
Papenbold nimmt Hotte als Helfer mit zum Kindertraining und stellt fest, dass dieser Talent zum Übungsleiter hat. Auch zur Bezirksspartakiade fährt Hotte mit und lernt dabei, sich auch für andere einzusetzen.
Nach der Spartakiade bedanken die Kinder sich bei Papenbold mit einer großen, selbstgebastelten Goldmedaille. Ob er die hauptamtliche Stelle annimmt und damit „seine“ Kinder und Jugendlichen verlässt, bleibt am Ende offen.

## Produktion
Der Film wurde vom Fernsehen der DDR auf ORWO-Color produziert und am 1. Mai 1977 zum ersten Mal im 1. Programm ausgestrahlt. Ab August 1977 wurde Zweite Liebe – ehrenamtlich auch Bestandteil der Programme in den DDR-Kinos. Am 22. Dezember 2015 erschien er bei Icestorm Entertainment auf DVD.

## Rezeption
„Liebenswerter, unauffälliger Fernsehfilm, der die Freude am Sport gleichberechtigt neben die Pflege sportlicher Tugenden stellt.“